# Saurer & Albers
Saurer & Albers ist der selbst gewählte Name des Künstler-Duos mit Ulrike Albers (* 1966; Designerin und Schriftstellerin) und Johannes Saurer (* 3. Januar 1953 in Zittau; Illustrator, Karikaturist und Cartoonist).
Das deutsche Text- und Bild-Autoren-Team erschafft und veröffentlicht Comics hauptsächlich zu historischen Personen, Personen der Zeitgeschichte, Städten, Regionen und Burgen und ist in Moisburg zuhause.

## Die Autoren
Die Zusammenarbeit der beiden Autoren begann mit der ARD-KiKA-Zeichentrickserie Little Amadeus über Wolfgang Amadeus Mozart etwa um/nach 2006. Es entstand der gemeinsame Wunsch, eigene Geschichten zu erschaffen, zu zeichnen und zu veröffentlichen. Nach zwei Kinderbüchern trafen sie in Thüringen die Tourismusmanagerin der Wartburg, die sie auf die Idee brachte, Comics mit historischem Hintergrund zu gestalten.

## Arbeitsweise
Die Geschichten von Saurer & Albers entstehen, nachdem sie Informationen aus Führungen, Gesprächen und Büchern zusammengetragen haben. Dann entwickeln sie die Story, es folgen der Text und das Zeichnen der Hintergründe und Figuren. Die schwarzweißen Zeichnungen werden im Anschluss koloriert. In einem Druckunternehmen in Münster werden die Comicbände in einer Auflage bis 5000 Exemplare gedruckt.

## Werke (Auswahl)
- Udo Lindenberg – Keine Panik, die Legende lebt. Moisburg 2020, ISBN 978-3-00-066484-7[5]
- Heilige Sprünge – Auf der Suche nach Pilgerorten in Luxemburg, 2020, ISBN 978-2746-8386-42
- Martin Luther King – Gewalt ist keine Lösung. Stuttgart 2018, ISBN 978-3-941628-26-7
- Johannes Bugenhagen – die Reformation im Norden. Stuttgart 2017, ISBN 978-3-941628-24-3
- Karl Marx – die Macht der Idee. Moisburg 2017, ISBN 978-3-00-057572-3
- Geschichten aus Leipzig. Naumburg (Saale) 2016, ISBN 978-3-00-055070-6
- Martin Luther – a monk changes the world. Stuttgart 2016, ISBN 978-3-941628-18-2
- Martin Luther – ein Mönch verändert die Welt. Stuttgart 2016, ISBN 978-3-941628-17-5
- Geschichten aus Naumburg. Naumburg (Saale) 2014, ISBN 978-3-00-044210-0
- Geschichten vom Kyffhäuser. Bad Frankenhausen 2013, ISBN 978-3-00-041244-8
- Geschichten vom Romantischen Rhein. St. Goarshausen 2013, ISBN 978-3-942779-50-0
- Geschichten von der Neuenburg. Naumburg (Saale) 2013, ISBN 978-3-00-041019-2
- Geschichten von der Wartburg. 2 Bände: Eisenach 2012, ISBN 978-3-9815526-0-7 und Eisenach 2013, ISBN 978-3-9815526-1-4
- Käpt'n Kuddel. 2 Bände: Auf der Suche nach Atlantis, Appel 2011, ISBN 978-3-940138-09-5 und Auf Orkanfahrt, Appel 2012, ISBN 978-3-940138-16-3
- Pauline – auf der Suche nach dem Glück. Berlin 2010, ISBN 978-3-940490-90-2